# Künes
Künes är ett härad som lyder under den autonoma prefekturen Ili i Xinjiang-regionen i nordvästra Kina. Det ligger omkring 330 kilometer väster om regionhuvudstaden Ürümqi. 